# Sukiyabashi Jirō
Sukiyabashi Jiro (すきやばし次郎?, Sukiyabashi Jirō) è un ristorante di sushi di Tokyo gestito dal maestro Jirō Ono, situato nel quartiere di Ginza nel distretto di Chūō. È stato il primo ristorante di sushi al mondo a ricevere le tre stelle della Guida Michelin, anche se fu rimosso da tale guida nel novembre 2019 dal momento che non accetta prenotazioni dal pubblico, bensì richiede che la prenotazione venga fatta tramite la concierge di un hotel di lusso.
Il ristorante ha solo dieci posti a sedere. Una filiale con due stelle gestita da suo figlio Takashi si trova a Roppongi Hills nel quartiere di Minato. Lo chef francese Joël Robuchon affermò che il ristorante di Ono era uno dei suoi preferiti al mondo e che gli ha insegnato che il sushi è un'arte.
Nel 2012 si è classificato 2º nella lista dei locali in cui è più difficile prenotare un posto. Tale difficoltà, dovuta essenzialmente alle ridottissime dimensioni del locale, è data anche dalla riluttanza dei gestori ad accettare clienti stranieri non accompagnati da guide o traduttori locali.
Il ristorante non propone menù alla carta, ma esclusivamente un menù degustazione del costo medio di ¥30.000 (250 euro) che prevede una ventina di pezzi di sushi scelti in base alla materia prima disponibile. Considerando l'immediatezza con cui ogni pezzo viene preparato, servito e consumato, e la limitata durata media del pasto (20 minuti), il costo al minuto si aggira sui 10-15 euro, prezzo pagabile solo in contanti e che comunque risulta, a detta di molti critici, ampiamente giustificato dalla qualità offerta.

## Eventi

### Incendio
La mattina del 24 giugno 2013 si è verificato un incendio al ristorante. I vigili del fuoco hanno affermato che uno chef di sushi stava usando la paglia per affumicare la palamita e che la paglia molto probabilmente si è accesa dopo che l'ha riportata nel magazzino. L'incendio ha impiegato circa un'ora per estinguersi. Non ci sono stati feriti.

### Visita di Obama

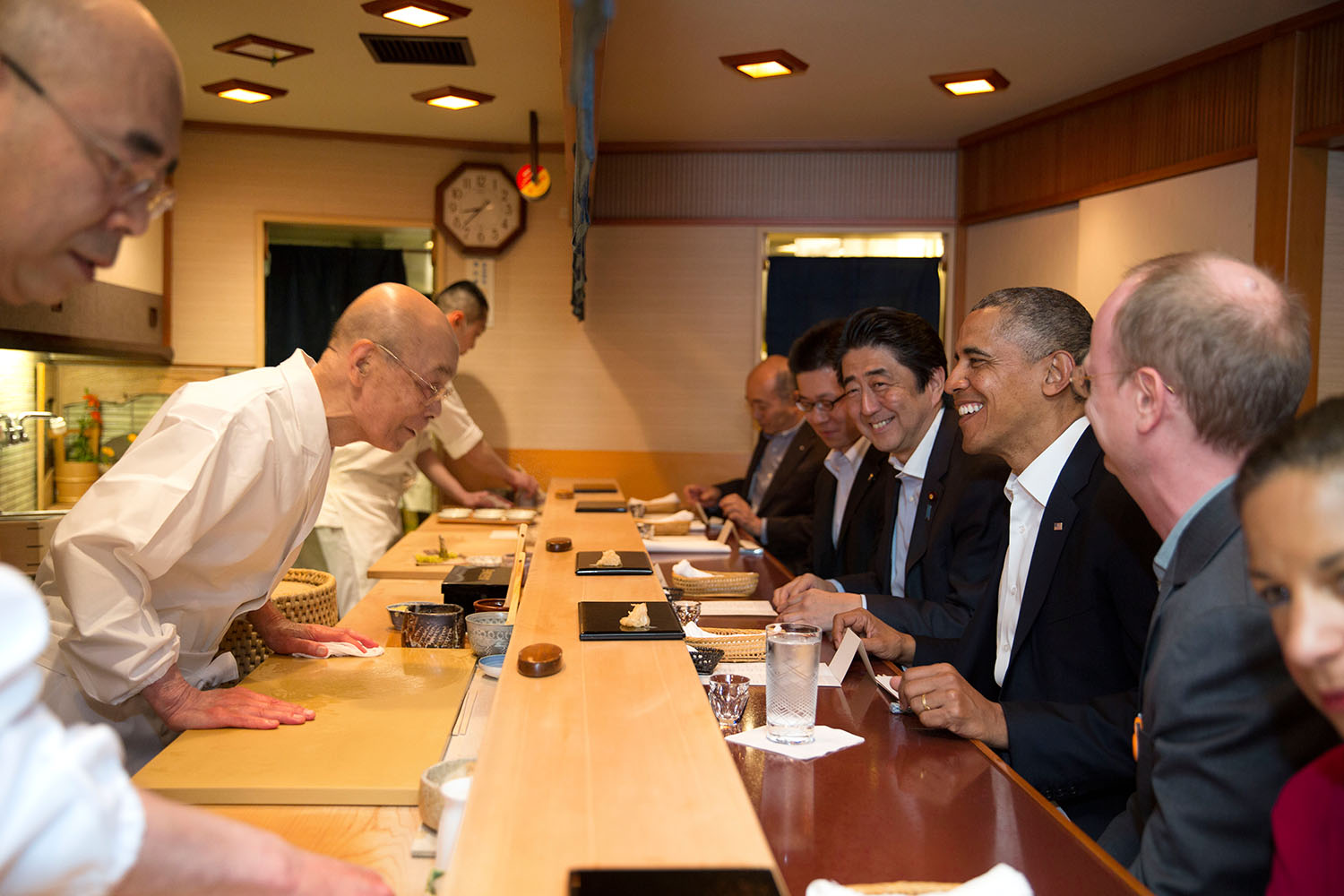
Il primo ministro giapponese Abe e il presidente statunitense Obama a Sukiyabashi Jiro nell'aprile 2014

Il 23 aprile 2014 il presidente degli Stati Uniti Barack Obama cenò nel ristorante insieme al primo ministro giapponese Shinzō Abe. Ci sono resoconti contrastanti sul fatto che abbia finito o meno il sushi, anche se il primo ministro Abe ha affermato che «Obama lo ha proclamato "il miglior sushi che abbia mai mangiato in vita mia"».

## Nella cultura di massa
Sukiyabashi Jiro è stato il soggetto del film documentario del 2011 di David Gelb Jiro Dreams of Sushi (Jiro e l'arte del sushi).